# نات نلسون
نات نلسون (به انگلیسی: Knute Nelson) سناتور سابق عضو حزب جمهوری‌خواه ایالات متحده آمریکا بود. وی در سال ۱۸۹۵ تا ۱۹۲۳ میلادی سناتور ایالت مینه‌سوتا در سنای ایالات متحده آمریکا بود.